# پاریس جنوبی (مین)
پاریس جنوبی(به انگلیسی: South Paris) شهری در ایالت مین کشور ایالات متحده آمریکا است که جمعیت آن در سرشماری سال ۲۰۱۰ میلادی، ۲٬۲۶۷ نفر بوده‌است.

## نگارخانه

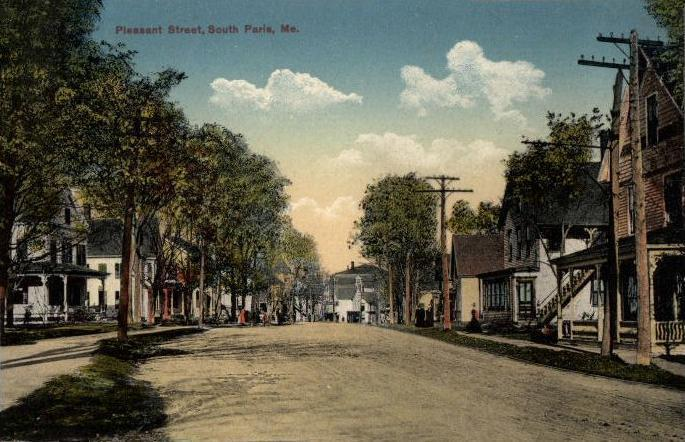
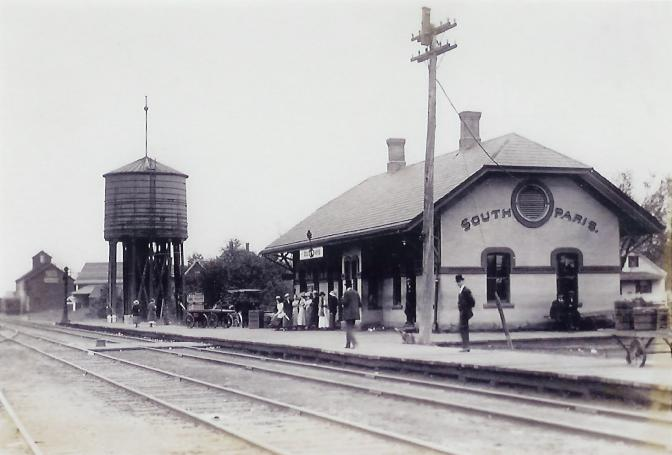
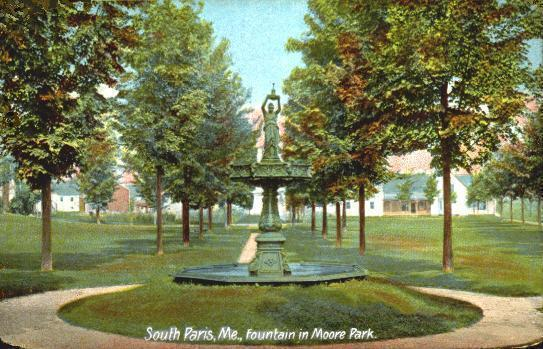